# Nodo orbital

Na figura, estão representados o plano de referência (plane of reference), o plano da órbita (orbit) e o nodo ascendente (ascending node).

Em mecânica celeste, quando uma órbita é inclinada em relação ao plano de referência, alguns elementos da órbita são definidos a partir desta linha de interseção:
Linha dos nodos é a linha que representa a interseção dos dois planos (o plano da órbita e o plano de referência).
Nodo orbital é um dos dois pontos onde a órbita cruza o plano de referência.
Nodo ascendente é o nodo em que o corpo menor em órbita passa do hemisfério sul para o norte (relativamente ao plano de referência).
Nodo descendente é o nodo em que o corpo menor em órbita passa do hemisfério norte para o sul (relativamente ao plano de referência).
Uma órbita contida em seu plano de referência, portanto não inclinada, não possui nodos.
Um dos seis elementos orbitais que são necessários e suficientes para definir uma órbita, a partir de uma época, é o ângulo formado entre a linha de referência e o nodo ascendente.[carece de fontes?] No caso de uma órbita de um planeta, asteroide ou cometa em torno do Sol, este ângulo é a longitude eclíptica do nodo ascendente. No caso de um satélite artificial orbitando a Terra, este ângulo é a ascensão reta do nodo ascendente. Nos dois casos (órbita em torno do Sol ou órbita em torno da Terra), a linha de referência é uma linha imaginária que vai do centro do corpo primário até o ponto vernal.